# Первомайськ (Тверська область)
Первомайськ (рос. Первомайск) — присілок в Конаковському районі Тверської області Російської Федерації.
Населення становить 18 осіб. Входить до складу муніципального утворення Вахонинське сільське поселення.

## Історія
Від 2005 року входить до складу муніципального утворення Вахонинське сільське поселення.

## Населення
| 2002 | 2010 |
| ---- | ---- |
| 18   | →18  |